# U4 snRNA

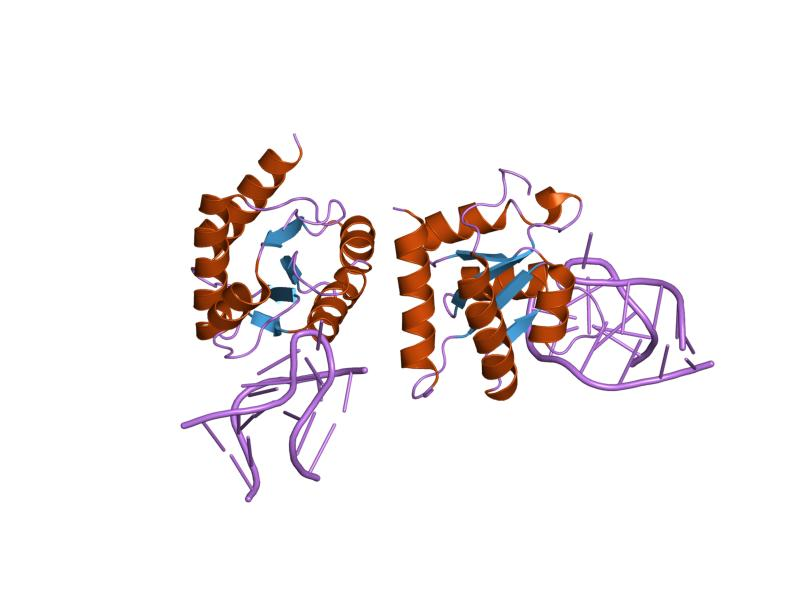
U4 snRNA断片に結合したスプライソソーム15.5 kDタンパク質の結晶構造。

U4 snRNA（U4 small nuclear RNA）は、メジャースプライソソーム（U2依存的スプライソソーム）のノンコーディングRNA構成要素である。スプライソソームは、真核生物のmRNA前駆体のスプライシングに関与する分子機械である。U4 snRNAはU6 snRNAと二重らせんを形成し、スプライシングのラウンドごとにATP依存的にU6 snRNA（そしてスプライソソーム）から除去される。U4 snRNAが除去されたU6 snRNAは再フォールディングし、スプライシングの触媒のための活性部位を形成する。U4のU6からの解離はBrr2によって行われ、U6との再アニーリングはPrp24によって行われる。U4の5'ステムループと結合タンパク質の複合体の結晶構造が解かれている。

## 生物学的役割
U4 snRNAは、タンパク質に結合したsnRNPとして、U6 snRNAとともにdi-snRNPとして、U6 snRNA、U5 snRNAともにtri-snRNPとしてなど、多数の異なる形態で存在することが示されている。こうしたさまざまな形態は、penta-snRNPの活性におけるさまざまな一時的イベントに対応するものである、またはスプライソソームの組み立てと活性の段階的モデルにおける中間体である、といったことが提唱されている。
U4 snRNA（と酵母におけるアナログであると考えらえるsnR14）は、スプライシング反応の特異的触媒活性に直接関与することは示されておらず、U6 snRNAの調節因子として作用することが提唱されている。U4 snRNAは、2つの高度に保存されたステム領域でU6 snRNAと相補的塩基対を形成することにより、組み立て時にスプライソソームの活性を阻害する。この塩基対形成は、U6 snRNAがU2 snRNAとともに触媒活性に必要なコンフォメーションへと組み立てられるのを防ぐことが示唆されている。U4 snRNAが分解されてスプライソソームから除去された場合、スプライシングは効果的に停止される。U4 snRNAとU6 snRNAはin vitroでのスプライシング反応に必要であることが示されている。

## 構造

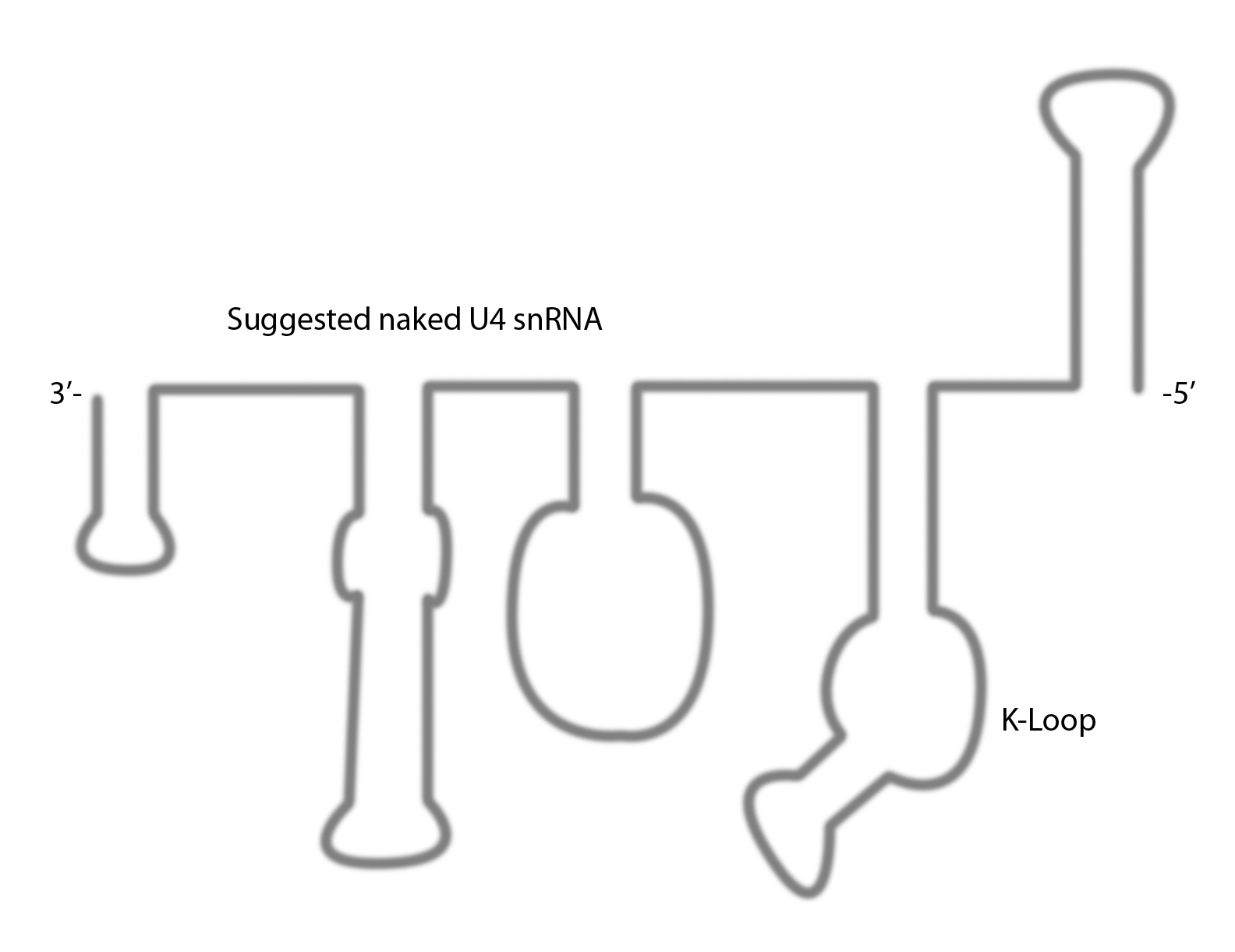
U4単体の推定二次構造

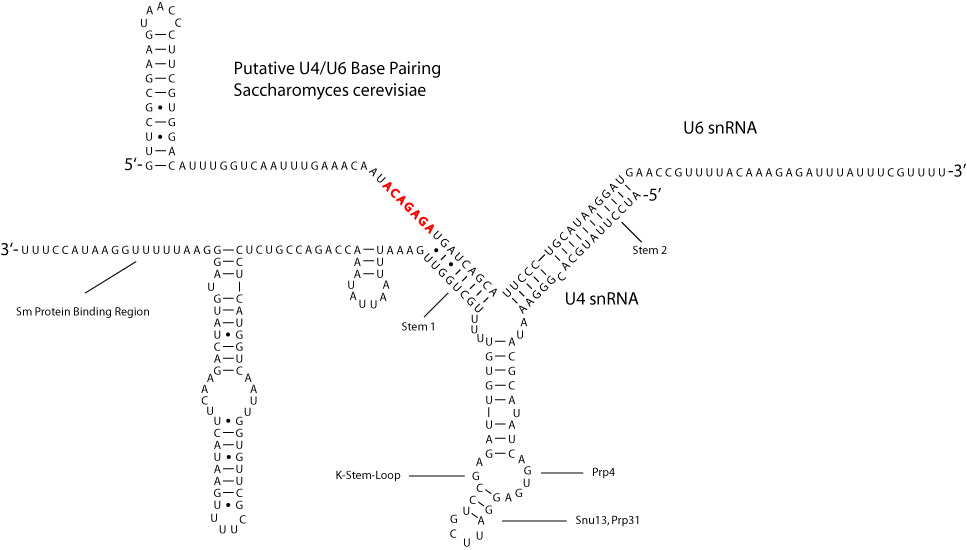
対合したU4/U6の推定二次構造

U4 snRNAの二次構造は、U6 snRNAとの相互作用に依存して変化することが示唆されている。X線結晶構造解析、NMR、化学修飾によるRNA構造のプロービングによるいくつかの研究からは、U4 snRNAの二次構造にはいくつかの保存されたモチーフが存在し、構造的な役割とともに他のスプライシング要素との相互作用を確立する際の相互作用を仲介する役割も果たしていることが示されている。U4とU6が塩基対を形成した際の推定二次構造は多様な種間で保存されており、スプライシング装置の起源の古さが示唆される。高度に保存されたKループ（kinked loop）は特異的なタンパク質相互作用に関与することが示されている。

## 相互作用
スプライソソームが活性状態となる前に、U4 snRNAはBrr2が関与するATP依存的過程によってU6 snRNAから除去されなければならない。U4とU6の結合と解離のサイクルにはBrr2とPrp24の双方が関与していることが提唱されており、Prp24はU4をU6へ選択的に再アニーリングさせる。U4 snRNAの3'末端近傍に位置する保存領域の周囲に結合するSmタンパク質のリングは、さまざまなsnRNPとの相互作用を促進するとともに、RNaseによる分解からU４ snRNAを保護している可能性が推定されている。スプライソソーム経路には100以上のタンパク質が関与することが同定されており、さまざまなサイズのいくつかのタンパク質がU4 snRNPと相互作用することが知られている。

## 関連文献
- Zwieb, C (1997). “The uRNA database”. Nucleic Acids Res 25 (1):  102–103. doi:10.1093/nar/25.1.102. PMC 146409. PMID 9016512.
- Thomas, J; Lea K; Zucker-Aprison E; Blumenthal T (1990). “The spliceosomal snRNAs of Caenorhabditis elegans”. Nucleic Acids Res 18 (9):  2633–2642. doi:10.1093/nar/18.9.2633. PMC 330746. PMID 2339054.